# Original Love
Original Love（オリジナル・ラブ）は、日本の音楽ユニット。1985年結成。1991年にメジャー・デビュー。結成当初4人、メジャー・デビュー時は5人のバンドだったが1995年以降、田島貴男のソロユニットとして活動。代表曲は「接吻」「朝日のあたる道」「プライマル」など。

## 概要
ロック、ソウル、パンク、ブルース、ジャズなどを中心とした幅広いルーツを持つポップスを制作している。
1990年代、ピチカート・ファイヴ、フリッパーズ・ギターと並び、渋谷系の代表格と言われた。ムーヴメントそのものが終息して以降はそう呼ばれることを特に気にかけていないが、当時の田島自身はその呼称を嫌っており、1994年7月のライブでは「俺は渋谷系じゃない!」と叫んで話題となった。
フリッパーズ・ギターの小山田圭吾と小沢健二はデビュー前からの熱心なファンで、彼らの楽曲への影響力も強かった。フリッパーズ・ギターが1989年にデビューしたため、後に田島は「自分のデビュー前にフォロワーが出てしまった」と語っている。
カナ表記は当初“オリジナル・ラヴ”だったが、2011年4月1日の日記で田島自身から「20周年となる今年から、新たに再出発する気持ちを込めて、今までオリジナル・ラヴと表記していたのを、“ヴ”を“ブ”に変更し、“オリジナル・ラブ”と表記することにします」と発表された。表記も大文字表記やカタカナ表記など媒体により不統一だったが、2021年5月6日のTwitterで田島自らバンド名を書くときの「Original Love（頭文字が大文字であとは小文字）」を正式表記とした。

## メンバー
- 田島貴男（たじま たかお、1966年4月24日（59歳） - ） - ボーカル、ギター、結成 - 現在
  - ほとんどの曲の作詞、作曲、編曲、プロデュースを担当。

### 元メンバー
- 秋山幸広（あきやま ゆきひろ）- ドラムス、結成 - 1990年。
- 小里誠（おり まこと、1965年3月13日（60歳） - ） - ベース、結成 - 1990年。
  - 脱退後ザ・コレクターズへ加入。
- 村山孝志（むらやま たかし、1965年2月13日（60歳） - ） - ギター、結成 - 1993年。
  - 脱退後ファースト・インプレッションを結成。オリジナル・ラヴ時代からミュージシャン活動と並行して塾で講師を勤めていたが、ファースト・インプレッションの活動休止（のち正式解散）を機に音楽活動を終了し、河合塾の古文講師に専念する。
- 宮田繁男（みやた しげお、1958年5月3日 - 2014年3月30日（55歳没）） - ドラムス、1990 - 1993年。
  - ピチカート・ファイヴのサポートメンバーを経て加入。脱退後、村山と共にファースト・インプレッションを結成。そのかたわらスタジオミュージシャンとして数多くのセッションに参加。
- 木原龍太郎（きはら りゅうたろう、1963年3月9日（62歳） - ） - キーボード、1990 - 1995年。
  - ブルー・トニックから加入。脱退後、“キハラ龍太郎”名義でプロデューサーとして活動。後に名義を“木原龍太郎”に戻す。
- 森宣之（もり のぶゆき、1964年1月7日（61歳） - ） - サックス・フルート、1990 - 1993年。
  - 脱退後、編曲家として活躍。シャ乱Q「ズルい女」のホーンアレンジを担当[注釈 1]。2006年に脳梗塞を患い、2008年福岡に帰郷。リハビリをしながら2009年、クラウド・ナイン・オブ・ミュージック代表として童謡・歌謡曲の演奏活動に携わる。
- 小松秀行（こまつ ひでゆき、1969年1月23日（56歳） - ） - ベース、1993 - 1995年。
  - オーディションでの加入を機に、プロのミュージシャンとして活動を開始し、脱退後はスタジオ・ミュージシャン、プロデューサーとして活動。2015年4月8日、ソロ名義でアルバムをリリースした。『ラヴァーマン』『bless You!』『MUSIC, DANCE & LOVE』のレコーディングに参加。

### 主なサポート・メンバー
ドラムス
- 平ヶ倉良枝（ひらがくら よしえ） 1990年。
  - マスコミ配布用のプロモーションCD『KING OF LOVE』のレコーディングにも参加。
- 小島徹也（こじま てつや、1967年2月9日（58歳） – ） 1994, 1995-1998年
  - 『L』・『XL』のレコーディングにも参加。
- 佐野康夫（さの やすお、1965年4月30日（60歳） – ） 1994-1995,1999,2003-2008年
  - 『風の歌を聴け』・『RAINBOW RACE』・『ELEVEN GRAFFITI』・『踊る太陽』・『街男 街女』・『キングスロード』・『東京 飛行』・『ラヴァーマン』のレコーディングにも参加。
- 伊藤直樹（いとう なおき、1961年12月24日（63歳） – ） 1999-2000年
- 平井直樹（ひらい なおき、1970年11月24日（54歳） – ） 2000-2002年
  - 『ビッグクランチ』・『ムーンストーン』・『踊る太陽』のレコーディングにも参加。
- 古田たかし（ふるた たかし、1958年7月6日（67歳） – ） 2009-2014年 
  - 『キングスロード』・『東京 飛行』のレコーディングにも参加。
- 小松シゲル（こまつ シゲル、1972年10月23日（52歳） - ） 2015年
  - NONA REEVESのメンバー。『ラヴァーマン』のレコーディングにも参加。

ベース
- 井上富雄（いのうえ とみお、1961年7月4日（64歳） – ） 1990-1992年
  - ルースターズのオリジナル・メンバーとして1984年1月まで在籍。同年、木原らとブルー・トニックを結成、1989年4月解散。1990年からサポートメンバーとして参加、以後1992年までの間にライブのほか『LOVE! LOVE & LOVE!』・『結晶』のレコーディングにも参加。
- 渡辺等（わたなべ ひとし、1960年7月30日（65歳） – ） 1992年
  - SHI-SHONEN、Adiの元メンバー。『EYES』・『ビッグクランチ』のレコーディングにも参加。
- 沖山優司（おきやま ゆうじ、1959年7月18日（66歳） – ） 1995-2000年
  - ジューシィ・フルーツ、ビブラストーンの元メンバー。『EYES』・『ELEVEN GRAFFITI』・『XL』・『ビッグクランチ』のレコーディングにも参加。
- 神田剛（かんだ つよし、1971年9月20日（53歳） – ） 2000-2001年
- 鹿島達也（かしま たつや、1963年8月20日（61歳） – ） 2002-2014,2016年
  - てつ100%、SUPER BADの元メンバー。『ムーンストーン』以降全てのアルバム・レコーディングにも参加。
- 村田シゲ（むらた シゲ、本名：村田知之（むらた ともゆき）） 2015年
  - □□□、CUBISMO GRAFICOのメンバー。『ラヴァーマン』のレコーディングにも参加。

ギター
- 斉藤良一（さいとう りょういち） 1994-1995年
- 西海孝（にしうみ たかし、1962年10月31日（62歳） – ） 1995-1999年
  - 『ELEVEN GRAFFITI』・『XL』のレコーディングにも参加。
- 木暮晋也（こぐれ しんや） 2000年 - 
  - ヒックスヴィルのメンバー、田島の高校時代からの友人。『ビッグクランチ』・『ムーンストーン』・『踊る太陽』・『MUSIC, DANCE & LOVE』のレコーディングにも参加。
- 長岡亮介（ながおか りょうすけ、1978年10月7日（46歳） - ） 2016年
  - ペトロールズ、東京事変のメンバー。

キーボード
- Dr.kyOn（ドクター・キョン、1957年12月23日（67歳） – ） 1995年
  - ボ・ガンボスの元メンバー。『Desire』・『キングスロード』のレコーディングにも参加。
- リクオ（りくお、1964年9月17日（60歳） – ） 1996-1997年
  - 『ELEVEN GRAFFITI』のレコーディングにも参加。
- 中山努（なかやま つとむ） 1998-1999,2012-2014年
  - ピチカート・ファイヴSONY時代のサポート・メンバー。『ELEVEN GRAFFITI』・『XL』レコーディングにも参加。
- 堀江博久（ほりえ ひろひさ、1970年5月24日（55歳） – ） 2003年
- 上田禎（うえだ ただし、1967年4月22日（58歳） – ） 2004-2007年
  - 『街男 街女』ではストリングス・アレンジを担当。
- 冨田謙（とみた ゆずる） 2015年 - 2020年
  - 『ラヴァーマン』のレコーディングにも参加。
- 河合代介（かわい だいすけ） 2021年 -
  - 『bless You!』『MUSIC, DANCE & LOVE』のレコーディングにも参加。

サックス
- 松本健一（まつもと けんいち、1964年6月15日（61歳） – ） 1993-2008年
  - 2000年のライブではキーボードも兼任。『風の歌を聴け』・『XL』・『ビッグクランチ』・『ムーンストーン』・『踊る太陽』・『東京 飛行』のレコーディングにも参加。

パーカッション
- 小澤敏也（おざわ としや、1961年5月28日 - 2013年11月18日（52歳没）） 1994-1999年
  - 『XL』のレコーディングにも参加。
- ラティール・シー 2003-2007年
  - 『踊る太陽』・『街男 街女』・『キングスロード』・『東京 飛行』のレコーディングにも参加。

ターンテーブル
- L?K?O（エル・ケー・オー、1974年 - ） 1998-2002年
  - 『L』・『XL』・『ビッグクランチ』・『ムーンストーン』・『踊る太陽』のレコーディングにも参加。『ビッグクランチ』では共同プロデュース。

コーラス
- 真城めぐみ（ましろ めぐみ、 1965年7月12日（60歳） – ） 1989,1994-1995,2014年 - 
  - ヒックスヴィルのメンバー、『結晶』のレコーディングにも参加。

## レコーディング参加
- 東京スカパラダイスオーケストラ
  - 『キングスロード』のレコーディングに参加[注釈 2]。
- スチャダラパー
  - 『白熱』のレコーディングに参加。

## 来歴
- 冬、自作のデモテープをバンドで演奏したいという思いから、田島貴男を中心に、秋山幸広(Drums)・小里誠(Bass)と“The Red Curtain”を結成。バンド名はXTCの変名バンドThe Dukes of Stratosphearでコリン・モールディングが使っていた名前から。命名者はXTCのファンだった小里。

- 夏、「もう一人ギターがいたほうがいい」との理由から、小里が高校の同級生、村山孝志(Guitar)を紹介、メンバーとして加入。
- 10月28日、渋谷 ラ・ママ。『マジカル・ナイーブ音楽館』開催（共演 : リザレクション、グランドファーザーズ、ワウワウ・ヒッピーズ）。
- 11月24日、和光大学学園祭。

- 1月18日、下北沢屋根裏。
- 3月3日、渋谷ラ・ママ。『マジカル・ナイーブ音楽館 Vo.2』開催（共演 : ザ・ファントムギフト、ワウワウ・ヒッピーズ）。
- 4月15日、オムニバス・アルバム『ATTACK OF THE MUSHROOM PEOPLE』 (MINT SOUND RECORDS MSR-1004)発売。「Talkin' Planet Sandwich」で参加。
- 6月19日、新宿JAM。（共演 : ザ・コレクターズ、ザ・ストライクス、ワウワウ・ヒッピーズ、ザ・マージー・ビート）
- 6月23日、渋谷ラ・ママ。（共演 : ワウワウ・ヒッピーズ）
- 7月1日、吉祥寺バウスシアター。
- 7月12日、新宿ロフト。（共演 : ザ・ファントムギフト、ワウワウ・ヒッピーズ、ザ・マディ・ランプス）この日から、より幅広いジャンルの音楽を標榜する姿勢を明確にするためバンド名を“(THE) ORIGINAL LOVE”に改名、バンド名はThe Feeliesのアルバム『Crazy Rhythms』収録曲より。
- 7月14日、原宿クロコダイル。
- 8月14日、新宿Antiknock。
- 9月14日、新宿JAM。
- 10月10日、インクスティック六本木。
- 10月18日、吉祥寺バウスシアター。
- 10月19日、原宿クロコダイル。
- 11月3日、学習院大学学園祭。（共演 : ザ・ファントムギフト、ザ・コレクターズ）
- 11月11日、渋谷ラ・ママ。『スメルポットトライアングル』開催（共演 : グランドファーザーズ、THE STUCK）。
- 12月、オムニバス・アルバム『MINT SOUND'S CHRISTMAS ALBUM』 (MINT SOUND RECORDS MSR-1008)発売。「X'mas NO HI」で参加[注釈 3]。
- 12月27日、渋谷ラ・ママ。『ノンセクトラジカルパーティ '87 II』開催（共演 : グランドファーザーズ、割礼、LIBIDO 他）。

- 2月5日、渋谷ラ・ママ。会場を訪れた小西が終演後、田島にピチカート・ファイヴへの加入を要請する[5]。
- 4月、小西の誘いを受け、オリジナル・ラヴの活動を平行して続けられることを条件に、田島がピチカート・ファイヴに加入。
- 4月24日、九段会館。『GS GS GS CARNIVAL』開催。
- 7月13日、吉祥寺バウスシアター。
- 7月31日、渋谷ラ・ママ。
- 8月、インディーズからアルバム『ORIGINAL LOVE』 (JALA JALA RECORDS JL-001)発売。
- 9月21日、ピチカート・ファイヴ、アルバム『Bellissima!』発売。
- 10月6日、渋谷CLUB QUATTRO。ピチカート・ファイヴ『“Bellissima!”コンサート』、田島加入後初のコンサート。
- 11月11日、インクスティック六本木。ピチカート・ファイヴ・コンサート。
- 11月18日、千葉パルコ。観客がわずか7人[6]。
- 12月5日、渋谷CLUB QUATTRO。ピチカート・ファイヴ『“Bellissima!”コンサート』。

- 1月31日、芝浦インクスティック。ピチカート・ファイヴとの共演、田島は2ステージ連続出演だった。
- 2月4日、ピチカート・ファイヴ、NHK-FMでスタジオ・ライヴ放送。
- 2月25日、『les enfants II』 (POLYDOR H33P-20135)発売。インストゥルメンタル・カヴァーのオムニバス。「You Make Me Feel Brand New」で参加。
- 6月23日、大阪バナナホール。ピチカート・ファイヴ・コンサート。
- 6月25日、インクスティック六本木。ピチカート・ファイヴ・コンサート。
- 7月21日、ピチカート・ファイヴ、アルバム『女王陛下のピチカート・ファイヴ』発売。
- 8月23日、インクスティック芝浦。ピチカート・ファイヴ『“ゴーゴー女王陛下”コンサート』
- 11月5日、学習院大学百周年記念会館。ピチカート・ファイヴ『“James Bond save the queen in Ready Steady Go!”コンサート』（共演 : ザ・ストライクス）
- 11月25日、渋谷CLUB QUATTRO。初のワンマン・ライヴ。
- 12月11日、恵比寿ファクトリー。ピチカート・ファイヴ『“merry pizzicato'89”コンサート』
- 12月31日、MZA有明。ピチカート・ファイヴ、『音戯夜話』に出演（共演 : 高野寛、溝口肇、フェアチャイルド、フェビアン、BEGIN、遊佐未森）。

- 初頭、田島がオリジナル・ラヴの活動に専念していくことを表明、秋山が離籍。
- 2月10日、渋谷CLUB QUATTRO。[注釈 4]。
- 5月19日、渋谷CLUB QUATTRO。『CLUB QUATTRO SHOW CASE ORIGNAL LOVE』開催。
- 5月21日、ピチカート・ファイヴ、アルバム『月面軟着陸』発売。
- 6月8日、大阪バナナホール。ピチカート・ファイヴ・コンサート。
- 6月18日、草月ホール。ピチカート・ファイヴ『“cosa nostra pizzicatomafia”コンサート』、この日をもって田島が“卒業”。
- 6月、小里が離籍。ブルー・トニックの元メンバー、木原龍太郎(key)が加入。サポートメンバーとしてザ・ルースターズ～ブルー・トニックの元メンバー、井上トミオ(Bass)が参加。マスコミ配布用のプロモーションCD『KING OF LOVE』をレコーディング。
- 6月30日、浅草常盤座。（共演 : グランド・ファーザーズ）
- 7月28日、渋谷CLUB QUATTRO。（ゲスト : TOMATOS）
- 8月、宮田繁男(Drums)加入。
- 9月、森宣之(Sax)加入、メジャーデビュー時のメンバーが揃う。
- 9月13日、渋谷CLUB QUATTRO。『SEVENDAYS Vol.2』開催（共演 : 16TONS）。
- 11月29日、渋谷CLUB QUATTRO。（ゲスト：スチャダラパー）（11月30日まで）

- 1月25日、『LOVE! LOVE! & LOVE!』レコーディング開始（4月14日まで）。
- 5月、『結晶』レコーディング開始（1992年2月まで）。
- 6月14日、1stシングル『DEEP FRENCH KISS』を2曲入り8cmCDと限定盤3曲入り12cmCDの2種類で発売。
- 7月12日、1stアルバム『LOVE! LOVE! & LOVE!』発売。デビュー盤でありながら、これまでの活動の集大成の意味合いも含む2枚組。
- 7月18日、渋谷CLUB QUATTRO。（7月21日まで）。
- 7月29日、大阪・心斎橋 CLUB QUATTRO。
- 7月31日、名古屋CLUB QUATTRO。
- 10月7日、フジテレビ系ドラマ『BANANA CHIPS LOVE』スタート（1992年12月23日まで）（主題歌「月の裏で会いましょう」）。
- 10月21日、渋谷公会堂。初のホールライヴ。
- 11月5日、田島貴男パーソナリティー担当のラジオ番組『CRUISE CONTROL』（FM横浜、毎週火曜日 19:30-20:00）スタート（1992年10月27日まで）。
- 11月20日、2ndシングル『月の裏で会いましょう』発売（フジテレビ系ドラマ『BANANA CHIPS LOVE』主題歌）。
- 12月、12インチ・アナログ『Million Secrets of Jazz』発売。
- 12月28日、渋谷CLUB QUATTRO。（ゲスト：ピチカート・ファイヴ、小山田圭吾、立花ハジメ、桐島かれん）
- 12月31日、東京日本武道館。『LOVE! LOVE! & LOVE!』が第33回日本レコード大賞最優秀アルバム・ニュー・アーティスト賞を受賞、「BODY FRESHER」を演奏。

- 1月14日、北沢タウンホール。『THE PEEL SESSIONS Vol.1』出演。
- 1月29日、ちわきまゆみ、アルバム『EROTIC & PAIN』発売（田島作曲「恋が途切れてく」収録）。
- 4月8日、3rdシングル『ヴィーナス』発売（ブティックJOY テレビCFイメージソング）。
- 5月1日、2ndアルバム『結晶 SOUL LIBERATION』発売。
- 5月21日、石田純一、アルバム『EGOIST』発売（田島作曲「砂金」，「ジゴロ」収録）。
- 5月22日、名古屋CLUB QUATTRO。『結晶』発売記念ライヴスタート。
- 5月23日、大阪・心斎橋CLUB QUATTRO。（共演：高野寛）
- 5月26日、渋谷公会堂。
- 5月27日、渋谷CLUB QUATTRO。（5月28日まで）
- 6月13日、新宿伊勢丹。田島・木原、『ORIGINAL LOVE TALK & LIVE』に出演（ゲスト：渡辺満里奈）。
- 6月14日、日比谷野外音楽堂。『SEVEN DAYS SPECIAL』出演。
- 6月27日、NHKホール。
- 7月21日、CLEMENTINE、アルバム『アン・プリヴェ〜東京の休暇』発売（田島作・編曲4曲収録）。
- 7月25日、本木雅弘、アルバム『D+F+M』発売（田島作・編曲「THE CRYSTAL」，「BLUE NOTE」収録）。
- 8月15日、富山県黒部市。『ホット・フィールド』出演。
- 8月26日、リミックスアルバム『SESSIONS』発売。1stと2ndから7曲をピックアップ、弾き語り、リミックス、新録音という発想で再構築した楽曲を収録（アナログ盤も発売）。
- 10月6日、田島貴男レギュラー司会のテレビ番組『モグラ・ネグラ』スタート（テレビ東京、毎週火曜日24:40-25:50）。
- 10月21日、井上睦都実、アルバム『恋は水色』発売（田島作・編曲「東京タワー」収録）。
- 10月1日、池田聡、シングル『ヘヴン』発売（田島作曲）。
- 10月21日、池田聡アルバム『至上の愛』発売（田島作曲「ヘヴン」収録）。
- 11月4日、田島貴男 + 高野寛のコラボレート・シングル『Winter's Tale 〜冬物語〜』発売（サッポロ冬物語 オリジナルテレビCFソング）。
- 11月7日、福岡ガスホールにて初の全国ツアースタート（11月22日まで : 全国7会場11公演）。
  - 11月21日、中野サンプラザ。
  - 11月22日、中野サンプラザ。
- 12月6日、『EYES』レコーディング開始（1993年3月19日まで）。
- 12月16日、KOiZUMiX PRODUCTION、ミニアルバム『bambinater』発売（田島作・編曲「SEXY HEAVEN」収録）。
- 12月24日、原宿クエストホール。『クリスマス・スペシャルライヴ』開催（12月25日まで）。

- 2月1日、井上睦都実、シングル「抱きしめたい」発売（田島リミックス「東京タワー (wonderful world remix)」収録）。
- 3月24日、木原龍太郎プロデュースアルバム、源学『kiss, goodbye...』発売。
- 4月4日、田島貴男パーソナリティのラジオ番組『BAY FRONT SHUFFLE』（bay fm、毎週日曜日 23:30-24:30）スタート（1995年3月26日まで）。
- 5月7日、4thシングル「サンシャイン ロマンス」発売（CASIO 20 BAR テレビCFイメージソング）。
- 5月28日、大阪・心斎橋CLUB QUATTRO。
- 5月29日、名古屋CLUB QUATTRO。
- 5月31日、渋谷CLUB QUATTRO。
- 6月16日、3rdアルバム『EYES』発売。
- 6月、小松秀行(Bass)が加入。
- 6月23日、田島貴男プロデュース、アンナ・バナナ、アルバム『High-Dive』、シングル「太陽の季節」（田島作・編曲）同時発売。
- 7月8日、福岡メルパルクホールにてホールツアースタート（7月25日まで : 全国7会場11公演）。アナログ盤「Let's Go!」ツアー会場で限定発売。
- 7月21日、井上睦都実、アルバム『夢で逢いましょう』発売（田島作曲「夢で逢いましょう」収録）。
- 7月31日、渋谷公会堂にて追加公演開催。
- 9月9日、森が離籍。
- 9月11日、木原龍太郎 + 井上トミオユニット、『QUATTRO SEVEN DAYS Vol.5』に出演（渋谷CLUB QUATTRO）（ゲスト：渡辺満里奈 ⁄ 真城めぐみ，木暮晋也，中森泰弘 (Rotten Hats) 共演：吾妻光良 + 松竹谷清、花田裕之ユニット + 藤井康一）。
- 秋、田島、モロッコにて「接吻」のヴィデオ・クリップ撮影。
- 10月23日、日本テレビ系ドラマ『大人のキス』スタート（12月18日まで）（主題歌「接吻」）。
- 11月10日、5thシングル「接吻 kiss」発売（日本テレビ系土曜グランド劇場『大人のキス』主題歌）。
- 12月8日、ベスト・アルバム『SUNNY SIDE OF ORIGINAL LOVE』発売（NEW RECORDING 5曲，NEW VERSION 2曲収録）。
- 11月18日、新潟フェイズにて全国ツアースタート（12月11日まで : 全国9会場13公演）。
- 12月11日、渋谷公会堂、ピチカート・ファイヴ「惑星」をカヴァー。この公演を最後に宮田・村山が離籍。

- 3月27日、ロサンゼルス、シカゴでビデオクリップ撮影（4月4日まで）。
- 4月3日、田島貴男パーソナリティのラジオ番組『SONG FOR LOVERS』（JFN系、毎週日曜日 16:00-17:00）スタート（1996年3月31日まで）。
- 4月27日、6thシングル「朝日のあたる道」発売（SHISEIDO ヘアエッセンスシャンプー TVCFイメージソング）。
- 6月27日、4thアルバム『風の歌を聴け』発売。オリコンチャート初登場1位を記録。
- 7月4日、前橋市民文化会館にて全国ツアースタート（7月28日まで : 全国13会場18公演）。
  - 7月4日、前橋市民文化会館。
  - 7月5日、大宮ソニックシティ大ホール。
  - 7月7日、浜松市民会館。
  - 7月8日、愛知勤労会館。
  - 7月9日、愛知勤労会館。
  - 7月11日、神奈川県立県民ホール。
  - 7月13日、大阪厚生年金会館大ホール。
  - 7月14日、大阪厚生年金会館大ホール。
  - 7月15日、石川厚生年金会館。
  - 7月17日、熊本県立劇場演劇ホール。
  - 7月18日、福岡市民会館。
  - 7月19日、メルパルクホール広島。
  - 7月21日、新潟テルサ。
  - 7月22日、宮城県民会館。
  - 7月24日、札幌厚生年金会館。
  - 7月26日、渋谷公会堂。
  - 7月27日、渋谷公会堂。
  - 7月28日、渋谷公会堂。
- 7月31日、『旭川ライヴジャム』に出演（旭川・江丹別“若者の郷” 共演 : 三喜屋野村モーターズバンド、杏子、Kool & the Gang、オルケスタ・デ・ラ・ルス、小比類巻かほる）。
- 9月7日、ビデオ・クリップ集『Unchained』発売。
- 11月7日、市川市文化会館にて全国ツアースタート（12月18日まで : 全国17会場22公演）。
- 12月18日、NHKホール。ティン・パン・アレー「ソバカスのある少女」, 鈴木茂「砂の女」をカヴァー。

- 初頭、ポニーキャニオンへ移籍。
- 4月1日、田島貴男パーソナリティのラジオ番組『PULSE OF LOVE』（bay fm、毎週土曜日 24:00-25:00）スタート（9月30日まで）。
- 4月28日、移籍第一弾、7thシングル「夢を見る人」発売。
- 5月19日、5thアルバム『RAINBOW RACE』発売。
- 6月1日、市川市文化会館にて全国ツアースタート（8月4日まで : 全国27会場35公演）。
- 8月12日、『JT Super Sound '95』（福岡海の中道海浜公園 共演 : THE BOOM、矢野顕子、EAST END×YURI ）。田島、THE BOOM・矢野と「ひとつだけ」で共演。この公演を最後に木原が離籍。
- 8月31日、小松が離籍。以後、オリジナル・ラヴは田島のソロユニットとなる。
- 夏、田島、シアトル、ニューオーリンズへ渡米。
- 11月4日、市川市文化会館にて全国ツアースタート（12月30日まで : 全国16会場21公演）。アナログ盤「Source -tasty cut record “BRONCO”」ツアー会場で限定発売。このツアーで「プライマル」を初披露。
- 12月25日、NHKホール、『“クリスマス・スペシャル”ライヴ』。

- 1月8日、読売テレビ・日本テレビ系ドラマ『オンリー・ユー〜愛されて〜』スタート（3月11日まで）（主題歌「プライマル」）。
- 2月5日、8thシングル「プライマル」発売（読売テレビ・日本テレビ系ドラマ『オンリー・ユー〜愛されて〜』主題歌）。オリコンチャート初登場5位を記録。
- 6月5日、9thシングル「Words of Love」発売（ADDZEST カーナビゲーションCMソング）。
- 7月19日、6thアルバム『Desire』発売。
- 9月23日、市川市文化会館にて全国ツアースタート（12月6日まで : 全国21箇所30公演）、アナログ盤「Hum a Tune」ツアー会場で限定発売。オフィシャル・ファンクラブ“Prime Tune”発足。

- 春、田島、ロンドン・パリへ渡欧。
- 5月16日、10thシングル「GOOD MORNING GOOD MORNING｣発売（トヨタ・スプリンターCMソング）。
- 7月2日、7thアルバム『ELEVEN GRAFFITI』発売。
- 9月19]、ビデオクリップ集『TV-Rex』発売。
- 9月20日、市川市文化会館にて全国ツアースタート（12月6日まで : 全国25会場36公演）、アナログ盤「Tyrnnosaurus」ツアー会場で限定発売。
- [12月6日、渋谷CLUB QUATTRO。

- 1月26日、NHK総合テレビ『ポップジャム』収録（NHKホール）。「ディア・ベイビー」を演奏。
- 2月18日、11thシングル「ディア・ベイビー」発売（NHK総合テレビ『ポップジャム』オープニングテーマ）。
- 4月、ライヴ・ヴィデオ『Original Love Tour 1996 Live at Akasaka Blitz』ファンクラブ限定で発売。
- 5月20日、12thシングル「宝島」発売（トヨタ・イプサムCMソング）。
- 8月8日、フジテレビ系『FACTORY』収録（フジテレビ内スタジオ）、司会の小西康陽と久々の再会。
- 9月2日、13thシングル「Crazy Love」発売。
- 9月18日、8thアルバム『L』発売。
- 9月23日、『MODULE NIGHT』に出演（西麻布CLUB YELLOW）[注釈 5]、当日は小西もDJで出演。
- 10月5日、田島貴男パーソナリテイーのラジオ番組『MIGHTY MIGHTY』（FM横浜、毎週月曜日 23:30-24:00）スタート（1999年3月29日まで）。
- 10月7日、ビデオクリップ集『Love,Sick,Devil』発売。
- 10月16日、市川市文化会館にて“Love,Sick,Devil”ツアー」スタート（12月18日まで : 全国15会場24公演）。
- 12月22日、東京 三宿Web、50分間のインプロヴィゼーション・ライヴに出演[注釈 6]。

- 1月7日、フジテレビ系ドラマ『リング〜最終章〜』スタート（3月25日まで）（主題歌「STARS」）。
- 2月3日、14thシングル「STARS」（フジテレビ系ドラマ『リング 〜最終章〜』主題歌）リリース。
- 3月17日、デビュー10周年を記念して2枚目のベスト・アルバム『変身』、限定ボックス『変身セット』（ベスト・アルバム&ライヴ・アルバム&VTR）、アナログ盤「Honey Flesh」を同時発売。
- 3月25日、J-WAVE『DEEP & FUNNY NIGHT vol.4』に出演（新宿リキッドルーム 共演 : ナタリー・マーチャント）。
- 4月1日、田島貴男パーソナリテイーのラジオ番組『BURST!』（JFN系19局ネット、毎週木曜日 20:00-20:55）スタート。
- 4月20日、FM802『MUSIC MANIA ORIGINAL LOVE's“HENSHIN”FM』（北新地クラブカーマ）に出演[注釈 7]。
- 4月21日、ライブ&リミックス・アルバム『XL』発売（限定ボックス『変身セット』収納の『EX-L』に、リミックス2曲追加収録）。
- 7月6日、クラブチッタ川崎にて『“FIREWALKING 焔歩”ツアー』スタート（7月17日まで : 全国5会場6公演）。
- 7月16日、15thシングル「冒険王」（MBS・TBS系『世界ウルルン滞在記』テーマソング）、アナログ盤「FIRE EATER」同時発売。OFFICIAL WEB SITEスタート。
- 8月22日、NHK BS-2『J-POP @』収録（NHK内スタジオ）。
- 11月17日、『LUST FOR LIVE act.3』に出演（赤坂ブリッツ 共演：ZEPPET STORE，WINO，opening act : SENTIMENTAL:BUS）。
- 11月20日、ピチカート・ファイヴ、アルバム『PIZZICATO FIVE』発売（田島ボーカル参加曲「LOUDLAND!」,「グッバイ・ベイビイ&エイメン」収録）。
- 12月、ライブ・ヴィデオ『FIREWALKING』ファンクラブとウェブサイトにて限定発売。『“FIREWALKING 焔歩”ツアー』最終日（7月17日、日比谷野外音楽堂）の模様を収録した2本組。
- 12月2日、クラブチッタ川崎にて『“XXX”ツアー』スタート（12月16日まで : 全国8会場8公演）。
- 12月31日、ピチカート・ファイヴのカウントダウン・ライブ（渋谷東急文化村シアターコクーン）にゲスト出演、「美しい星」をデュエット。

- 1月14日、『ビッグクランチ』のプリプロダクション終了。
- 2月2日、V6、シングル「MILLENNIUM GREETING」発売（タジマタカオ作・編曲「野性の花」収録）。
- 2月3日、『QUATTRO MEETING '99 EXTRA』に出演（渋谷CLUB QUATTRO 共演 : DMBQ）[注釈 8]。
- 3月17日、『SXSW“JAPAN NIGHT”』に出演（オースティン）[注釈 9]。
- 4月22]、『ビッグクランチ』完成。
- 5月27日、フジテレビ系『FACTORY』収録ライヴ、田島が司会進行役も務める。「R&R」初演。
- 6月1日、クレイジーケンバンド、アナログ12インチ・リミックス・アルバム「THE PLAYBOY'S MANUAL」発売（タジマタカオ Remix「ショック療法」収録）。
- 6月21日、ルパン三世・リミックス・トリビュート・アルバム『PUNCH THE MONKEY! 3』発売（「ルパン三世 愛のテーマ (タジマタカオ空想 Live mix)」収録）。
- 6月25日、青山CAYにてシークレットライヴ、「アポトーシス」初演[注釈 10]（共演 : LOTO BOMBA & GORO、AOA）。
- 7月13日、『ORIGINAL LOVE ROCK NIGHT』（札幌クラブミラー）。「セックスサファリ問題OK」初演[注釈 11]。
- 7月15日、京都メトロ[注釈 12]。
- 7月19日、16thシングル「R&R」発売。
- 7月20日、J-WAVEHOLIDAY SPECIAL“Sony Style, SUMMER STYLE”出演（東京 HMV渋谷）。
- 7月21日、フジテレビ721『FACTORY721 SPECIAL LIVE』（東京 フジテレビ7F屋上庭園 共演 : スナッパーズ, carnies, Shortcut miffy!, ジャイアント・ステップ）。
- 8月2日、9thアルバム『ビッグクランチ』発売。
- 9月16日、『KOIWAI ROCK FARM』出演（小岩井農場）。
- 10月24日、宇都宮VOGUEにて『“ビッグクランチ”ツアー』スタート（12月21日まで : 全国13会場16公演）。
- 11月1日、heaco、シングル「Far away 〜終わらない明日へ〜」発売（タジマタカオ作・編曲）。
- 11月8日、中村一義、シングル「君ノ声」発売（「メロウ (タジマタカオ Remix)」収録）。
- 11月22日、heaco、アルバム『PERFECT CIRCLE』発売（タジマタカオ作・編曲「Far away 〜終わらない明日へ〜」, 「Sleepless Night」収録）。

- 3月31日、ピチカート・ファイブ解散イベント『DON'T CRY NO TEARS NO FEARS COMIN YOUR WAY PIZZICATO FIVE 1985-2001』に出演（東京Shibuya O-EAST）[注釈 13]。
- 4月15日、『REVEERB SYNDICATE』（新宿LIQUIDROOM 共演 : DMBQ、あぶらだこ）。
- 8月8日、東京スカパラダイスオーケストラ、シングル「めくれたオレンジ」発売（田島貴男ボーカル参加 KIRIN「氷結果汁」CMソング）[注釈 14]。プロモーション・ビデオにも出演。
- 8月15日、東京スカパラダイスオーケストラ出演『Quattro Meeting』に特別出演。「めくれたオレンジ」を共演する。
- 8月22日、Crystal Kay、アルバム『637 –always and forever–』発売（田島作・編曲「CURIOUS」収録）。
- 8月24日、名古屋CLUB QUATTROにて『“TRIAL SESSION”ツアー』スタート（8月28日まで : 全国3会場3公演）[注釈 15]。
- 10月、2002年3月発売のアルバムレコーディングを本格的に開始。
- 12月5日、キタキマユ、アルバム『トリコロル』発売（田島作・編曲「ドライブ」収録）。
- 12月6日、及川光博、アルバム『聖域 〜サンクチュアリ〜』発売（田島作・編曲「特別なひと」収録）。

- 1月17日、17thシングル「夜行性 ⁄ アダルトオンリー」発売。
- 2月14日、松本隆プロデュース、藤井隆、アルバム『ロミオ道行』発売（田島作曲「リラックス」収録）。
- 3月20日、10thアルバム『ムーンストーン』発売。
- 3月26日、『TIARA NEWWAVE R&R FESTIVAL Vol.2』にアコースティック・セットで出演（ティアラこうとう）。
- 3月31日、ピチカート・ファイヴ、カヴァー・アルバム『戦争に反対する唯一の手段は。 ピチカート・ファイヴのうたとことば』発売（2001年8月28日 渋谷CLUB QUATTROでの「美しい星」収録）。
- 5月8日、広島CLUB QUATTROにて『“ムーンストーン”ツアー』スタート（5月21日まで : 全国7会場9公演）。
- 5月22日、東京スカパラダイスオーケストラ、アルバム『Stompin' On DOWN BEAT ALLEY』発売（田島ボーカル参加曲「めくれたオレンジ」収録） 。はっぴいえんどトリビュート・アルバム『HAPPY END PARADE〜tribute to はっぴいえんど〜』発売（“Jim O'Rourke featuring ORIGINAL LOVE”「抱きしめたい」収録）。
- 6月27日、『HAPPY END PARADE』発売記念イベント『HAPPY END PARADE』に田島が出演（東京SHIBUYA-AX）。
- 7月7日、東京スカパラダイスオーケストラ横浜アリーナ公演にゲスト出演（共演 : 奥田民生、チバユウスケ）、「めくれたオレンジ」を歌う。
- 8月9日、イベント『LIVE STOCK』に出演（ZeppSENDAI）。
- 10月23日、田島が選曲とリミックスを担当したphilter records compilation『WONDERFUL PARADE』発売。
- 11月20日、18thシングル「恋の彗星」発売。
- 12月11日、松任谷由実、30周年記念カヴァー・アルバム『Queen's Fellows:yuming 30th anniversary cover album』発売（田島参加曲「時のないホテル」収録）。
- 12月13日、東京SHIBUYA-AXにて『“スパンコール”ツアー』スタート（[12月24日まで : 全国4会場6公演）。
- 12月25日、松本隆プロデュース・イベント『風街クリスマス』に田島出演（東京SHIBUYA-AX）。
- 12月29日、丙午のアーティストが集まるイベント『YEAR OF THE HORSE VOL1 〜丙午ナイト〜』に田島が出演（西麻布CLUB YELLOW）。

- 1月31日、松任谷由実トリビュート・コンサート『Queen's Fellows』に田島出演（東京 日本武道館）。
- 3月19日、19thシングル「Tender Love」発売（テレビ朝日系『やじうまプラス』テーマソング）。
- 4月26日、ミラクルヤングのライヴ『ミラクルセッション』に田島がゲスト出演（東京 下北沢CLUB 251）。
- 5月27日、友部正人コンサート『言葉の森』に田島がゲスト出演（東京 吉祥寺STAR PIN'S CAFE）。
- 6月18日、11thアルバム『踊る太陽』、20thシングル「美貌の罠」（フジテレビ系『クイズ・ポーカーフェイス』エンディングテーマ）同時発売。
- 6月25日、SMAP、アルバム『SMAP 016/MIJ』発売（田島作曲「たてながの自由」収録）。
- 6月29日、神戸チキンジョージにて『“踊る太陽”ツアー』スタート（7月21日まで : 全国7会場9公演）。
- 8月3日、イベント『Summer Sonic 2003』に出演（インテックス大阪）。
- 8月7日、イベント『LIVE STOCK 2003』に出演（Zepp SENDAI）。
- 8月16日、イベント『RISING SUN ROCK FESTIVAL 2003 in EZO』に出演。東京スカパラダイス・オーケストラのステージに急遽ゲスト出演、「めくれたオレンジ」を歌う。
- 8月22日、葉山UMIGOYA MANAにて田島がシークレットライヴ。
- 9月10日、bird、シングル「チャンス」発売（田島作・編曲）。
- 10月8日、田島貴男プロデュース、bird、アルバム『DOUBLE CHANCE』発売。
- 12月24日、SMAP、ライブDVD『Live MIJ』発売（田島作曲「たてながの自由」収録）。
- 12月25日、丙午のアーティストが集まるイベント『YEAR OF THE HORSE VOL1.2 〜丙午ナイト〜』に田島が出演（西麻布CLUB YELLOW）。

- 1月28日、名古屋CLUB QUATTROにて『“Out Of Key”ツアー』（後に『“VINTAGE SONGS”ツアー』に改題）スタート（2月10日まで : 全国5会場7公演）。
- 2月4日、東京スカパラダイスオーケストラ、ベスト・ライブ・アルバム『ON TOUR』発売（田島が『RIGING SUN ROCK FESTIVAL 2003 in EZO』でボーカル参加した「めくれたオレンジ」収録）。
- 2月25日、鈴木雅之、アルバム『Shh...』発売（田島作・編曲「ソウルタトゥー」収録）。
- 2月27日、イベント『続・ナニワサリバンショー』に田島が出演（大阪城ホール）。
- 4月28日、ピチカート・ファイヴ、未発表ライブ音源も収録したSONY MUSIC時代のベスト・アルバム『THE BAND OF 20TH CENTURY:Sony Music Years 1986-1990』発売、田島のライナーノーツも収載。
- 7月22日、21stシングル「沈黙の薔薇」発売。
- 7月24日、渋谷公会堂にて ライヴ『沈黙の薔薇』開催。
- 8月14日、『RIGING SUN ROCK FESTIVAL 2004 in EZO』に出演、SUN STAGEのトリをつとめる。
- 9月23日、田島貴男プロデュース、bird、アルバム『vacation』発売。
- 10月27日、12thアルバム『街男 街女』発売。
- 11月10日、松任谷由実、アルバム『VIVA! 6×7』発売（田島ボーカル参加曲「太陽の逃亡者」収録）。
- 11月12日、Zepp SENDAIにて『“街男 街女”ツアー』スタート（12月12日まで : 全国7会場9公演）。
- 11月24日、インターネットサイト『ほぼ日刊イトイ新聞』で「田島貴男の2004年 オレの5大ニュース（予定）」連載開始。

- 7月27日、東京SHIBUYA-AXにてライヴ『POP』開催（7月28日まで）。
- 11月16日、22ndシングル「恋の片道切符 ⁄ 青い鳥」発売、田島の日本語訳詞によるカヴァー。
- 11月30日、『ほぼ日刊イトイ新聞』で「帰ってきた! 田島貴男の2005年 オレの5大ニュース（予定）」連載開始。
- 12月5日、岡本太郎の巨大壁画『明日の神話』公開式に「太郎の船団」の一員として田島が参加。

- 1月11日、明治神宮にて、1966年生まれのアーティストたちが集まるイベント『ROOTS 66 〜DON'T TRUST OVER 40〜 –the Additional Party–』の出演者記者会見と厄払いに田島出席。
- 1月18日、13thアルバム『キングスロード』発売、初のカヴァー・アルバム。
- 2月4日、1966年生まれのアーティストたちが集まるイベント『ROOTS 66 〜DON'T TRUST OVER 40〜』に出演（大阪城ホール）。
- 2月7日、『ROOTS 66 〜DON'T TRUST OVER 40〜 –the Additional Party–』に出演（Zepp TOKYO）。
- 2月27日、名古屋CLUB QUATTROにて『“キングスロード”ツアー』スタート（3月10日まで : 全国7会場9公演）。
  - 2月27日、名古屋CLUB QUATTRO。
  - 2月28日、名古屋CLUB QUATTRO。
  - 3月2日 福岡 Zepp FUKUOKA。
  - 3月3日、大阪 なんばHatch。
  - 3月7日、宮城 Zepp SENDAI。
  - 3月9日、東京 SHIBUYA-AX。
  - 3月10日、東京 SHIBUYA-AX。
- 5月20日、イベント『TRUE ROCKS STAY TRUE-LIVE』に田島が弾き語りで出演（東京 池上本門寺）。
- 7月7日、世界初公開された岡本太郎作の巨大壁画『明日の神話』除幕イベント『神話 LIVE』に出演（汐留 日本テレビ）、「明日の神話」を弾き語りで演奏。
- 7月8日、岡本太郎作の巨大壁画『明日の神話』除幕セレモニーに田島出席。
- 7月31日、東京 SHIBUYA-AXにてライヴ『13号室からの眺め』開催。
- 8月31日、岡本太郎作の巨大壁画『明日の神話』の公開終了、閉幕セレモニーで田島が「明日の神話」を弾き語りで演奏。
- 9月6日、J.O.Y.、アルバム『Projection』発売（田島ボーカル参加曲「Sphere feat. Takao Tajima」収録）。
- 10月18日、23rdシングル「明日の神話」発売。
- 12月6日、14thアルバム『東京 飛行』発売。

- 2月9日、なんばHatchにて『“エクトプラズム、飛行”ツアー』スタート（2月22日まで : 全国4会場6公演）。
  - 2月9日、大阪 なんばHatch。
  - 2月10日、福岡DRUM LOGOS。
  - 2月16日、名古屋CLUB QUATTRO。
  - 2月17日、名古屋CLUB QUATTRO。
  - 2月21日、東京 SHIBUYA-AX。
  - 2月22日、東京 SHIBUYA-AX。
- [月21日、エナメル・ブラザーズ（鈴木雅之 + 黒沢薫（ゴスペラーズ））、シングル「She's My Girl」発売（田島作・編曲「モテるのもラクじゃない (Want More Love)」収録）。
- 11月28日、bird、カヴァー・ミニアルバム『BIRDSONG EP –cover BEATS for the party–』発売（田島編曲・プロデュース「YOU CAN'T HURRY LOVE with 田島貴男」収録）。

- 4月27日、『ARABAKI ROCK FEST.08』に出演。
- 7月6日、「スターター」がフジテレビ系『サキヨミLIVE』テーマ曲として使用開始。
- 9月19日、「スターター」の着うた配信開始。
- 12月18日、『ほぼ日刊イトイ新聞』で「田島貴男のオレのニュース ザ・ファイナル」開始（12月31日まで）。
- 12月23日、塩谷哲プロデュース『SALTISH NIGHT vol.XII』に田島出演（中野サンプラザ 共演 : 佐藤竹善、柴田淳、絢香、井上陽介）。
- 12月24日、『クリスマス・スペシャル・ライヴ』に田島が出演（東京ミッドタウン）。

- 4月8日、持田香織（Every Little Thing）とのユニットCaocao「個人授業」発売（映画『おっぱいバレー』主題歌）。
- 6月28日、名古屋CLUB QUATTROにて『“HOT STARTER 09”ツアー』スタート（7月15日まで : 全国4会場4公演）。
  - 6月28日、名古屋CLUB QUATTRO。
  - 6月29日、心斎橋CLUB QUATTRO。
  - 7月1日、渋谷CLUB QUATTRO。
  - 7月15日、東京 SHIBUYA-AX。

- 1月12日、渋谷CLUB QUATTROにて『“Holeshot”ツアー』スタート（1月27日まで : 全国4会場4公演）。
  - 1月12日、渋谷CLUB QUATTRO。
  - 1月18日、名古屋CLUB QUATTRO。
  - 1月19日、心斎橋CLUB QUATTRO。
  - 1月27日、東京 SHIBUYA-AX。
- 5月19日、3枚目のベスト・アルバム『THE BEST SELECTIONS OF ORIGINAL LOVE』発売。
- 5月23日、『GREENROOM FESTIVAL 10』に出演（横浜赤レンガ地区野外特設会場）。
- 7月3日、名古屋CLUB QUATTROにて『好運なツアー“A Piece of Luck”』スタート（7月25日まで : 全国4会場4公演）。
  - 7月3日、名古屋CLUB QUATTRO。
  - 7月4日、心斎橋CLUB QUATTRO。
  - 7月10日、渋谷CLUB QUATTRO。
  - 7月25日、東京 SHIBUYA-AX。
- 7月13日、『音霊 OTODAMA SEA STUDIO 2010』に田島出演（神奈川県逗子海岸 音霊 OTODAMA SEA STUDIO 共演 : Salyu Opening act : のあのわ）。
- 8月14日、『RIGING SUN ROCK FESTIVAL 2010 in EZO』に出演（北海道 石狩湾新港樽川ふ頭横野外特設ステージ）。
- 8月28日、『Slow Music Slow LIVE '10 in 池上本門寺』に田島出演（東京 池上本門寺 特設ステージ 共演 : 持田香織、大橋トリオ 他）。
- 9月5日、『SunSetLive 2010 18th』に出演（福岡県糸島郡志摩町芥屋海水浴場）。
- 9月18日、『イナズマロックフェス2010』に出演（滋賀県草津市 烏丸半島芝生広場）。
- 12月19日、『L'ULTIMO BACIO Anno 10』にORIGINAL LOVE（アコースティックセット）出演（恵比寿The Garden Hall）。

- 2月8日、田島ソロ・ライブ『ひとりソウルショウ』“東芝EMI DAYS”開催（渋谷CLUB QUATTRO）。
- 2月9日、田島ソロ・ライブ『ひとりソウルショウ』“ポニーキャニオン DAYS”開催（渋谷CLUB QUATTRO）。
- 2月26日、岡本太郎生誕100年バースデーイベント『TARO100祭』に田島出演（六本木ヒルズアリーナ 共演 : 鼓童、Salle Gaveau、OKAMOTO'S）。
- 3月2日、『RED CURTAIN （Original Love early days）』発売。全曲、田島自身のリマスターによる、インディーズ盤『ORIGINAL LOVE』とRED CURTAIN～ORIGINAL LOVEの楽曲を収録したCD+DVDの初期音源集。DVDには九段会館（1988年4月24日）でのライブから「BODY FRESHER」を収録。
- 6月1日、田島が「なごり雪」を歌う、養命酒製造「ハーブの恵み」CMオンエア開始。
- 7月2日、名古屋CLUB QUATTROにてORIGINAL LOVE 20th anniversary『フリーライド・ツアー』スタート（7月18日まで : 全国4会場4公演）。
  - 7月2日、名古屋CLUB QUATTRO。
  - 7月3日、心斎橋CLUB QUATTRO。
  - 7月9日、渋谷CLUB QUATTRO。
  - 7月18日、東京 SHIBUYA-AX。
- 7月27日、15thアルバム『白熱』発売。
- 8月27日、『Slow Music Slow LIVE '11 in 池上本門寺』にORIGINAL LOVE（アコースティックセット）出演（東京 池上本門寺 野外特設ステージ 共演 : 持田香織、SOTTE BOSSE、マイア・ヒラサワ、夏川りみ、BONNIE PINK オープニングアクト：Predawn）。
- 9月19日、スチャダラパー主催イベント『スチャダラ2011〜それぞれの秋〜』に田島出演（大阪城音楽堂 出演：スチャダラパー、TOKYO No.1 SOUL SET 他）。
- 10月10日、“自由が丘女神まつり 2011”に田島出演（自由が丘駅前広場 特設会場 メインステージ）。
- 11月3日、長野CLUB JUNK BOXにて田島ソロ・ライブ『ひとりソウル・ツアー“白熱”』スタート（11月30日まで : 全国11会場13公演）。
  - 11月3日、長野CLUB JUNK BOX。
  - 11月4日、富山MAIRO。
  - 11月5日、金沢EIGHT HALL。
  - 11月11日、新潟LOTS。
  - 11月12日、仙台Rensa。
  - 11月18日、大阪BIG CAT。
  - 11月19日、福岡DRUM LOGOS。
  - 11月20日、熊本DRUM Be-9 V1。
  - 11月22日、広島CLUB QUATTRO。
  - 11月23日、名古屋CLUB QUATTRO。
  - 11月26日、渋谷CLUB QUATTRO（ゲスト : スチャダラパー）。
  - 11月27日、渋谷CLUB QUATTRO（ゲスト : スチャダラパー）。
  - 11月30日、渋谷CLUB QUATTRO（ゲスト : スチャダラパー）。
- 12月21日、『L'ULTIMO BACIO Anno 11』にORIGINAL LOVE（アコースティックセット）出演（恵比寿The Garden Hall 共演 : BONNIE PINK）。

- 2月10日、初のホールでの弾き語りソロ・コンサート“田島貴男（ORIGINAL LOVE）in 鎌倉 2012”開催（鎌倉芸術館小ホール）。
- 6月1日、田島ソロ・アルバム『ひとりソウルショウ』発売。2011年11月に行われた“ORIGINAL LOVE 20th Anniversary”田島貴男『ひとりソウル・ツアー“白熱”』の渋谷CLUB QUATTRO公演のライヴを収録。CDとDVDとでそれぞれ発売。
- 6月29日、渋谷CLUB QUATTROにて『Overblow Tour』スタート（7月22日まで : 全国9会場10公演）。
  - 6月29日、渋谷CLUB QUATTRO。
  - 7月1日、金沢EIGHT HALL。
  - 7月7日、仙台Rensa。
  - 7月8日、新潟LOTS。
  - 7月14日、名古屋CLUB QUATTRO。
  - 7月15日、梅田CLUB QUATTRO。
  - 7月16日、福岡DRUM LOGOS。
  - 7月18日、熊本DRUM Be-9 V1。
  - 7月21日、渋谷CLUB QUATTRO。
  - 7月22日、東京 SHIBUYA-AX。
- 8月24日、『音霊 OTODAMA SEA STUDIO 2012』に田島出演（神奈川県逗子海岸 音霊 OTODAMA SEA STUDIO 共演 : ハンバート ハンバート、bonobos、向井秀徳アコースティック&エレクトリック Opening act : marter）。
- 8月26日、『Slow Music Slow LIVE '12 in 池上本門寺』にORIGINAL LOVE（アコースティックセット）出演（東京 池上本門寺 野外特設ステージ 共演 : マイア・ヒラサワ、矢井田瞳（MY LIFE IS MY MESSAGE）、ハンバート ハンバート、森恵）。
- 9月8日、『いさはやサマーフェスタ in のぞみ 2012』に田島出演（長崎県諫早市多良見町のぞみ公園 共演 : The Mercury Sound、THE TON-UP MOTORS、ゴマアブラ、南壽あさ子）。
- 9月28日、京都Sole Cafeにて『田島貴男（ORIGINAL LOVE） Cafe Live』開催。
- 9月29日、 ライブイベント『KOYABU SONIC 2012』に田島出演（大阪 舞洲コヤブソニック特設会場、共演：AFRA、EGO-WRAPPIN' AND THE GOSSIP OF JAXX、加藤紀子、小泉今日子、サイプレス上野とロベルト吉野、サニーデイ・サービス、スチャダラパー、スモールポルノ、チャットモンチー、TOKYO No.1 SOUL SET、ビッグポルノ、N´夙川BOYS 他）。
- 11月6日、渋谷CLUB QUATTROにて田島ソロ・ライブ『ひとりソウル・ツアー2012』スタート（12月1日まで : 全国11会場13公演）。
  - 11月6日、渋谷CLUB QUATTRO。
  - 11月9日、仙台Rensa。
  - 11月10日、長野CLUB JUNK BOX。
  - 11月16日、新潟GOLDEN PIGS RED STAGE。
  - 11月17日、金沢AZ。
  - 11月18日、富山Soul Power。
  - 11月23日、名古屋CLUB QUATTRO。
  - 11月24日、梅田CLUB QUATTRO。
  - 11月25日、福岡DRUM LOGOS。
  - 11月27日、熊本DRUM Be-9 V1。
  - 11月28日、広島CLUB QUATTRO。
  - 12月1日、渋谷CLUB QUATTRO。
  - 12月2日、渋谷CLUB QUATTRO。
- 11月21日、初のライヴ・アルバム 『Overblow Tour 2012 Live in Shibuya Club Quattro』発売。2012年夏に行われた『Overblow Tour』より7月21日、渋谷CLUB QUATTROでのライヴを収録した2枚組CD。
- 11月29日、京都Sole Cafeにて『田島貴男（ORIGINAL LOVE） Sole Cafe Live Vol.2』開催。
- 12月17日、、『L'ULTIMO BACIO Anno 12』にORIGINAL LOVE（アコースティックセット）出演（恵比寿The Garden Hall 共演 : MY LIFE IS MY MESSAGE（矢井田瞳・山口洋・細海魚・岡村美央）、オープニングアクト : 上間綾乃）。

- 2月22日、弾き語りソロ・コンサート“田島貴男（ORIGINAL LOVE）in鎌倉2013”開催（鎌倉芸術館小ホール）。
- 3月15日、神戸cafe FISHにて『田島貴男 弾き語りツアー』スタート（3月29日まで : 全国8会場9公演）。
  - 3月15日、神戸cafe FISH。
  - 3月16日、梅田CLUB QUATTRO。
  - 3月17日、名古屋CLUB QUATTRO。
  - 3月19日、広島CLUB QUATTRO。
  - 3月20日、福岡イムズホール。
  - 3月23日、仙台Rensa。
  - 3月24日、新潟LOTS。
  - 3月28日、渋谷区文化総合センター大和田 さくらホール。
  - 3月29日、渋谷区文化総合センター大和田 さくらホール。
- 4月24日、24thシングル「ファッションアピール」、ダウンロードと会場限定CDにて発売。
- 5月1日、ライブイベント『音つなぎ 隠岐島前 アコースティックフェスティバル』に田島出演（2日まで）。
- 5月11日、石巻La Stradaにて“田島貴男『カフェライヴ』”スタート（5月19日まで : 全国5会場5公演）。
  - 5月11日、石巻La Strada。
  - 5月12日、郡山THE LAST WALTZ。
  - 5月17日、神戸cafe fish。
  - 5月18日、岡山 城下公会堂。
  - 5月19日、京都Sole Cafe（『田島貴男 京都 Sole Cafe Live Vol.3』）。※2部入れ替え制
- 6月5日、ライブイベント『The Real Music Show』に田島出演（東京Shibuya O-EAST 共演 : TOKYO No.1 SOUL SET、ペトロールズ）。アルバム『エレクトリックセクシー』収録曲「エブリデイ エブリデイ」、ダウンロード販売開始。
- 6月12日、PV「ファッションアピール」（ショート・ヴァージョン）、アルバム『エレクトリックセクシー』（ダイジェスト）公開。
- 6月26日、16thアルバム『エレクトリックセクシー』発売。
- 6月30日、仙台Rensaにて『エレクトリックセクシー・ツアー』スタート（7月15日まで : 全国7会場7公演）。
  - 6月30日、仙台Rensa。
  - 7月5日、名古屋CLUB QUATTRO。
  - 7月6日、福岡イムズホール。
  - 7月7日、広島CLUB QUATTRO。
  - 7月9日、梅田CLUB QUATTRO。
  - 7月14日、渋谷CLUB QUATTRO。
  - 7月15日、渋谷公会堂。
- 7月28日、松本アルモニービアン『Symphonize』に田島出演。
- 8月24日、『音霊 OTODAMA SEA STUDIO 2013 〜音と波の夕涼み 2013〜』に田島出演（神奈川県逗子海岸 音霊 OTODAMA SEA STUDIO 共演 : orange pekoe、片平里菜、小林祐介（THE NOVEMBERS）、手嶌葵、向井秀徳アコースティック&エレクトリック、Rihwa Opening act : class with Battle Cry 他）。
- 9月7日、宇都宮コーヒールンバにて『田島貴男カフェライヴ』スタート（9月14日まで : 全国3会場4公演）。
  - 9月7日、宇都宮コーヒールンバ。
  - 9月8日、高崎SLOW TIME。
  - 9月14日、京都Sole Cafe。※2部入れ替え制
- 9月15日、 ライブイベント『KOYABU SONIC 2013』に田島出演（インテックス大阪 5号館、共演：アイドリング!!!、AFRA、AFRAに曽我部、EGO-WRAPPIN' AND THE GOSSIP OF JAXX、サンボマスター、TOKYO No.1 SOUL SET、中村一義 with Hermann H.& The Pacemakers、野宮真貴&BIBA、ビックポルノ/スモールポルノ、PES（RIP SLYME）、ホフディラン、盆地で一位 他 Opening act : イーゼル芸術工房）。
- 9月29日、ライブイベント『MASHIROCK FESTIVAL 2013 〜真城めぐみデビューほぼ20周年祭〜』に、シークレット・ゲストとして田島出演（東京 SHIBUYA-AX）。
- 10月19日、旭川 CASINO DRIVEにて田島ソロ・ライブ『ひとりソウル・ツアー2013』スタート（12月1日まで : 全国21会場22公演）。
  - 10月19日、旭川CASINO DRIVE。
  - 10月20日、札幌BESSIE HALL。  　
  - 10月25日、長野CLUB JUNK BOX。
  - 10月26日、浜松Live House 窓枠。
  - 10月31日、郡山HIPSHOT JAPAN。
  - 11月2日、福島Live Space C-moon。
  - 11月3日、仙台CLUB JUNK BOX。
  - 11月4日、盛岡 あさ開 十一代目源三屋。
  - 11月8日、金沢AZ。
  - 11月9日、富山Soul Power。
  - 11月10日、新潟GOLDEN PIGS RED STAGE。
  - 11月15日、神戸cafe fish。
  - 11月16日、梅田CLUB QUATTRO。
  - 11月17日、福岡DRUM Be-1。
  - 11月19日、長崎DRUM Be-7。
  - 11月20日、熊本DRUM Be-9 V1。
  - 11月21日、広島CLUB QUATTRO。
  - 11月23日、京都磔磔。
  - 11月24日、名古屋CLUB QUATTRO。
  - 11月28日、沖縄桜坂セントラル。
  - 11月30日、渋谷CLUB QUATTRO。
  - 12月1日、渋谷CLUB QUATTRO。
- 11月25日、ライブイベント『古田たかしドラム生活40年祭 〜しーたか40〜』に田島出演（東京 SHIBUYA-AX 【THE BAND】古田たかし(Dr)、Dr.kyOn(Key.Gt)、斎藤有太(Key)、佐橋佳幸(Guitar)、井上富雄 / 澤田浩史(Bass)、古村敏比古(Sax) ゲスト : 大橋卓弥（スキマスイッチ）、奥田民生、カルメン・マキ、佐野元春、田島貴男（ORIGINAL LOVE）、Char、Dr.StrangeLove（長田進、根岸孝旨）、PUFFY、渡辺美里 MC : 安齋肇）。
- 12月4日、フジテレビ『FNS歌謡祭』に田島出演（グランドプリンスホテル新高輪「飛天」）。
- 12月22日、アコースティックセットによるクリスマス・ライヴ『Xmas Love』開催（渋谷CLUB QUATTRO）。
- 12月23日、ZIP-FM presents『田島貴男 Holy Xmas LIVE』に出演（名古屋ミッドランドスクエア 商業棟B1Fアトリウム）。

- 2月27日、金沢21世紀美術館 シアター21にて『田島貴男 弾き語りツアー 2014』スタート（3月20日まで : 全国17会場17公演）。
  - 2月27日、金沢21世紀美術館 シアター21。
  - 2月28日、新潟ジョイアミーア。
  - 3月7日、神戸cafe fish。
  - 3月8日、京都磔磔。
  - 3月9日、名古屋CLUB QUATTRO。
  - 3月12日、郡山HIPSHOT JAPAN。
  - 3月14日、福島Live Space C-moon。
  - 3月15日、盛岡 岩手公会堂21号室。
  - 3月16日、仙台Rensa。
  - 3月19日、浜松Live House 窓枠。
  - 3月21日、広島CLUB QUATTRO。
  - 3月22日、梅田CLUB QUATTRO。
  - 3月23日、福岡イムズホール。
  - 3月25日、長崎Ohana Cafe。
  - 3月26日、熊本ぺいあのPLUS'。
  - 3月27日、大分BRICK BLOCK。
  - 3月20日、渋谷区文化総合センター大和田 さくらホール。
- 5月5日、フリーライブ・イベント『J-WAVE & Roppongi Hills present TOKYO M.A.P.S TAKESHI KOBAYASHI EDITION』に田島出演（六本木ヒルズアリーナ オーガナイザー：小林武史 MC：藤田琢己 出演：青葉市子、赤い公園、Salyu、スガシカオ、藤巻亮太）。
- 5月23日、函館Cafe&Deli Marusenにて『MY SOUL TOWN vol.9 × FM NORTH WAVE presents 〜田島貴男（ORIGINAL LOVE）カフェツアー in 北海道2014〜』スタート（5月29日まで : 道内6会場6公演）。
  - 5月23日、函館Cafe&Deli Marusen。
  - 5月24日、小樽PRESS CAFE。
  - 5月25日、網走Cafe BlueM。
  - 5月27日、釧路HOT SAUCE。
  - 5月28日、帯広ランチョエルパソ。
  - 5月29日、札幌GLOBAL DINING PANTERA NEGRA。
- 7月4日、名古屋CLUB QUATTROにて『真夏の夜のオリジナル・ラブ -TOUR 2014-』スタート（7月27日まで : 全国5会場5公演）。
  - 7月4日、名古屋CLUB QUATTRO。
  - 7月5日、梅田CLUB QUATTRO。
  - 7月6日、福岡イムズホール。
  - 7月11日、渋谷CLUB QUATTRO。
  - 7月27日、渋谷公会堂。
- 7月22日、Negicco、シングル「サンシャイン日本海」発売（田島作・編曲）。
- 8月9日、直島町花火大会 “直島の火祭り”「火まつりライブ」に田島出演（ふるさと海の家 つつじ荘）。※開催中止
- 8月30日、『Slow Music Slow LIVE '14 in 池上本門寺』にORIGINAL LOVE（アコースティックセット）出演（東京 池上本門寺 野外特設ステージ 共演 : 佐野元春 & The Hobo King Band、BONNIE PINK、土岐麻子、Caravan 他）。
- 9月13日、京都Sole Cafe（『田島貴男 京都 Sole Cafe Live Vol.6』）。※2部入れ替え制
- 10月15日、浜松Live House 窓枠にて田島ソロ・ライブ『ひとりソウル・ツアー2014』スタート（12月6日まで : 全国24会場24公演）。
  - 10月15日、浜松Live House 窓枠。
  - 10月17日、いわきclub SONIC iwaki。
  - 10月18日、高崎club FLEEZ。
  - 10月19日、松本MOLE HALL。
  - 10月24日、倶知安be.。
  - 10月25日、札幌BESSIE HALL。
  - 10月26日、旭川CASINO DRIVE。
  - 11月1日、盛岡the five morioka。
  - 11月2日、仙台CLUB JUNK BOX。
  - 11月3日、宇都宮POP Garage。
  - 11月7日、金沢vanvan V4。
  - 11月8日、富山soul power。
  - 11月9日、新潟CLUB RIVERST。
  - 11月14日、名古屋CLUB QUATTRO。
  - 11月15日、京都磔磔。
  - 11月16日、梅田CLUB QUATTRO。
  - 11月18日、広島CLUB QUATTRO。
  - 11月19日、熊本B.9 V1。
  - 11月22日、宮崎SR BOX。
  - 11月23日、鹿児島CAPARVO HALL。
  - 11月24日、福岡DRUM LOGOS。
  - 11月26日、長崎DRUM Be-7。
  - 11月30日、東京TSUTAYA O-EAST。
  - 12月6日、沖縄桜坂セントラル。
- 12月2日、Negicco、シングル「光のシュプール」発売（田島編曲）。
- 12月23日、アコースティックセットによるクリスマス・ライヴ『Xmas Love』開催（渋谷CLUB QUATTRO）。

- 1月20日、Negicco、アルバム『Rice&Snow』発売（田島作・編曲「サンシャイン日本海」、田島編曲「光のシュプール」収録）。
- 2月28日、新潟ジョイアミーアにて田島『弾き語りツアー 2015』スタート（3月28日まで : 全国15会場16公演）。
  - 2月28日、新潟ジョイアミーア（開場13:00、開演13:30【追加公演】）。
  - 2月28日、新潟ジョイアミーア（開場17:30、開演18:00）。
  - 3月1日、金沢 21世紀美術館シアター21。
  - 3月4日、浜松窓枠。
  - 3月6日、京都磔磔。
  - 3月7日、梅田CLUB QUATTRO。
  - 3月8日、名古屋CLUB QUATTRO。
  - 3月11日、神奈川 関内ホール（小）（横浜市市民文化会館）。
  - 3月14日、盛岡 岩手公会堂 21号室。
  - 3月15日、仙台CLUB JUNK BOX。
  - 3月18日、広島CLUB QUATTRO。
  - 3月20日、鹿児島CAPARVO HALL。
  - 3月21日、宮崎WEATHER KING。
  - 3月22日、大分BRICK BLOCK。
  - 3月24日、福岡レソラホール。
  - 3月28日、渋谷区文化総合センター大和田 さくらホール。
- 3月4日、25thシングル「ラヴァーマン」、ダウンロードと会場限定CDにて発売[7]。
- 4月11日、下関Jazz Club BILLIE。
- 5月5日、岐阜alffoにて『田島貴男 カフェライヴ』スタート（5月10日まで : 全国4会場6公演）。
  - 5月5日、岐阜alffo（【昼の部】開場14:30、開演15:00 【夜の部】開場18:30、開演19:00）。
  - 5月7日、岡山城下公会堂（開場18:30、開演19:00）。
  - 5月8日、高松umie（開場18:00、開演19:00）。
  - 5月10日、京都Sole Cafe（『田島貴男 京都 Sole Cafe Live Vol.7』【昼の部】開場13:30、開演14:00 【夜の部】開場17:30、開演18:00）。
- 5月20日、松本GNUにて『田島貴男 カフェライヴ』スタート（5月24日まで : 4会場5公演）。
  - 5月20日、松本 GNU。
  - 5月21日、高崎 SLOW TIME Cafe。
  - 5月23日、いわき burrows。
  - 5月24日、宇都宮 コーヒールンバ（一部：開場13:30 開演14:00 二部：開場17:30 開演18:00）。
- 5月27日、小樽市　PRESS CAFÉにて『田島貴男 カフェツアー in 北海道2015』スタート（6月2日まで : 5会場5公演）。
  - 5月27日、小樽市 PRESS CAFÉ。
  - 5月28日、札幌市 FINCH of AMAZING DINER。
  - 5月30日、浜中町 霧多布湿原センター。
  - 5月31日、釧路市 HOT SAUCE。
  - 6月2日、帯広市 ランチョエルパソ。
- 6月10日、17thアルバム『ラヴァーマン』一般発売、配信開始。
- 6月23日、渋谷CLUB QUATTROにて『ラヴァーマン・ツアー』スタート（7月18日まで : 全国7会場7公演）。
  - 6月23日、渋谷CLUB QUATTRO。
  - 6月26日、仙台Rensa。
  - 6月27日、盛岡CLUB CHANGE WAVE。
  - 7月5日、福岡 電気ビルみらいホール。
  - 7月10日、梅田CLUB QUATTRO。
  - 7月11日、名古屋CLUB QUATTRO。
  - 7月18日、渋谷公会堂。
- 7月26日、『SAPPORO CITY JAZZ Ezo Groove 2015 SAPPORO MUSIC TENT LIVE』にORIGINAL LOVE出演（SAPPORO MISIC TENT（特設テント））。
- 8月8日、『オハラ☆ブレイク ’15夏』に田島出演（猪苗代湖畔 天神浜）。
- 8月9日、『田島貴男 in 海の家』に出演（鎌倉市腰越海岸海水浴場内 Beach House EDEN）。
- 8月16日、Negiccoワンマン・ライブ『Negicco at 日比谷野外音楽堂Road of Negiiiiii〜Negicco One Man Show〜 2015 Summer』に田島ゲスト出演（東京・日比谷野外大音楽堂）[8]。
- 8月19日、高崎 SLOW TIME Cafeにて『田島貴男 カフェライブ』スタート（[8月23日まで : 4会場4公演）。
  - 8月19日、高崎 SLOW TIME Cafe。
  - 8月20日、長野市 ネオンホール。
  - 8月22日、いわき burrows。
  - 8月23日、宇都宮 コーヒールンバ。
- 9月2日、フジテレビ系『水曜歌謡祭』に田島出演。
- 9月6日、『Slow Music Slow LIVE '15 in 池上本門寺』にORIGINAL LOVE（アコースティックセット）出演（東京 池上本門寺 野外特設ステージ 共演 : 原田知世、野宮真貴、paris match 他）。
- 9月9日、The Covers Presents『The Covers’Fes.2015』に田島出演（東京キネマ倶楽部 共演 : EGO-WRAPPIN'、畠山美由紀 他）。
- 10月10日、『BEATRAM MUSIC FESTIVAL 2015』にORIGINAL LOVE出演（富山県富山市富山城址公園芝生広場特設ステージ）。
- 10月17日、旭川 CASINO DRIVEにて田島『ひとりソウル・ツアー 2015』スタート（12月5日まで : 23会場23公演）。
  - 10月17日、旭川 CASINO DRIVE。
  - 10月18日、札幌 BESSIE HALL。
  - 10月20日、神奈川 関内ホール（小）（横浜市市民文化会館）。
  - 10月23日、金沢 21世紀美術館シアター21。
  - 10月24日、富山 SoulPower。
  - 10月25日、新潟 GOLDENPIGS RED。
  - 10月27日、浜松 窓枠。
  - 10月30日、宇都宮 HEAVEN’S ROCK 宇都宮 VJ-2。
  - 10月31日、仙台 CLUB JUNK BOX。
  - 11月1日、盛岡 あさ開十一代目源三屋。
  - 11月3日、いわき club SONIC iwaki。
  - 11月6日、高崎 club FLEEZ。
  - 11月13日、名古屋 CLUB QUATTRO。
  - 11月14日、京都 磔磔。
  - 11月17日、岡山 CRAZYMAMA KINGDOM。
  - 11月19日、鹿児島 CAPARVO HALL。
  - 11月21日、宮崎 SR BOX。
  - 11月15日、梅田 CLUB QUATTRO。
  - 11月22日、熊本 B.9 V1。※OPENING ACT：中田裕二
  - 11月23日、佐賀 RAG-G。
  - 11月25日、北九州 LIVE SPOT WOW!。
  - 11月29日、渋谷 TSUTAYA O-EAST。
  - 12月5日、沖縄 桜坂セントラル。
- 12月23日、アコースティックセットによるクリスマス・ライヴ『Xmas Love』開催（渋谷CLUB QUATTRO）。
- 12月26日、Negicco主催のライヴ・イベント『NEGI祭 〜2015忘年会〜』に田島出演（新潟・りゅーとぴあ新潟市民芸術文化会館 コンサートホール 出演 : Negicco、田島貴男（ORIGINAL LOVE）、NONA REEVES）[9]。

- 1月28日、東京・東京競馬場にて、1966年生まれのアーティストたちが集まるイベント『ROOTS 66 -Naughty 50-』の開催発表会見に田島出席[10]。
- 2月10日、長崎・ベイサイド迎賓館にて田島『弾き語りツアー 2016』スタート（3月13日まで : 全国15会場17公演）。
  - 2月10日、長崎・ベイサイド迎賓館。
  - 2月11日、福岡・イムズホール。
  - 2月13日、大分・BRICK BLOCK。
  - 2月14日、下関・Jazz Club BILLIE。
  - 2月18日、名古屋・CLUB QUATTRO。
  - 2月19日、大阪・CLUB QUATTRO。
  - 2月21日、京都・磔磔。
  - 2月22日、浜松・窓枠。
  - 2月27日・28日、新潟・ジョイアミーア。
  - 3月2日、横浜・関内小ホール（横浜市市民文化会館）。
  - 3月5日、盛岡・浜藤ホール。
  - 3月6日、仙台・CLUB JUNK BOX。
  - 3月8日、札幌・札幌教育文化会館小ホール。
  - 3月9日、帯広・ランチョエルパソ。
  - 3月11日、渋谷・渋谷区文化総合センター大和田 さくらホール。
  - 3月13日、横浜・関内小ホール。
- 3月25日、1966年生まれのアーティストたちによるイベント『ROOTS 66 -Naughty 50-』に出演（仙台サンプラザホール）[11]。
- 3月27日、『ROOTS 66 -Naughty 50-』に出演（日本武道館）[11][12]。
- 4月3日、『ROOTS 66 -Naughty 50-』に出演（大阪城ホール）[11]。
- 4月15日、ORIGINAL LOVE初の主催イベント『ORIGINAL LOVE presents 「Love Jam」』開催（東京・Zepp DiverCity）※出演：ORIGINAL LOVE、ペトロールズ、cero
- 6月18日、渋谷CLUB QUATTROにて『25周年 アニバーサリー・ツアー』スタート（7月17日まで : 全国8会場8公演）。
  - 6月18日、仙台Rensa。
  - 6月19日、関内小ホール（横浜市市民文化会館）。
  - 6月25日、梅田CLUB QUATTRO。
  - 6月26日、名古屋CLUB QUATTRO。
  - 7月2日、新潟LOTS。
  - 7月3日、岩手県公会堂 大ホール。
  - 7月9日、東京 昭和女子大学人見記念講堂[13]。
  - 7月17日、福岡市民会館。
- 7月23日、『SAPPRO CITY JAZZ SAPPRO MUSIC TENT LIVE』にORIGINAL LOVE出演（SAPPORO MISIC TENT（特設テント））。
- 7月31日、『オハラ☆ブレイク ’16夏』に田島出演（福島・猪苗代湖畔 天神浜）。
- 8月1日、田島が歌う「ジョアのうた」が使われた、ヤクルト「ジョア アリエル『デッキ』篇」「ジョア アリエル『ビーチ』篇」のテレビCMオンエア開始[14]。
- 8月6日、 『ROCK IN JAPAN FES.2016』にORIGINAL LOVE出演（茨城県ひたちなか市国営ひたち海浜公園 “sound of forest”）。
- 8月11日、『SKY SPIRIT 2016』に田島出演（愛媛県・八幡浜みなっと 芝生広場（屋外特設ステージ））※出演：田島貴男 (ORIGINAL LOVE)、THE BAWDIES、花*花 オープニングアクト：和太鼓集団 雅組
- 8月13日、『RISING SUN ROCK FESTIVAL 2016 in EZO』に田島出演（北海道小樽市石狩湾新港樽川埠頭横 野外特設ステージ）。
- 8月27日、『イーハトーブフェスティバル』に田島出演（岩手県 花巻会場 宮澤賢治童話村）。
- 8月31日、ORIGINAL LOVEが1991年から1994年にEASTWORLDレーベルから発表したオリジナル・アルバム4作品が、それぞれ2枚組アナログ盤にて一斉リリース[15]。
- 9月2日、『Slow Music Slow LIVE '16 in 池上本門寺』にORIGINAL LOVE（アコースティックセット）出演（東京 池上本門寺 野外特設ステージ）。 ※【THE SOUL NIGHT】出演：ORIGINAL LOVE（アコースティックセット）、トータス松本 オープニングアクト：蠣崎未来
- 9月8日、『WWW X Opening Series ORIGINAL LOVE × Suchmos』に出演（東京・渋谷WWW X）[16]。※出演：ORIGINAL LOVE、Suchmos
- 10月25日、LIVE DVD『Love Jam』ライブ映像+映画館限定・特典映像の上映、田島トークショーによるイベント『ORIGINAL LOVE LIVE DVD発売記念 「Love Jam」先行プレミア上映会&トークショー』開催（東京・新宿ピカデリー）[17]。
- 12月2日、『ひとりソウルツアー2016（番外編）「ふたりソウルショウ -田島貴男&長岡亮介（ペトロールズ）」』開催（東京・渋谷WWW X）[18]。※出演：田島貴男、ゲスト：長岡亮介（ペトロールズ）
- 12月23日、アコースティックセットによるクリスマス・ライヴ『Xmas Love』開催（東京・渋谷TSUTAYA O-EAST）[19]。

- 1月13日、『ORIGINAL LOVE presents 「Love Jam vol.2」』開催（東京・Zepp DiverCity）[20]。 ※出演：ORIGINAL LOVE、SCOOBIE DO、the band apart

## 作品

### その他のシングル
1. MILLION SECRETS OF JAZZ（1991年12月）
2. Winter's Tale 〜冬物語〜 / 高野寛 & 田島貴男（1992年11月4日）
3. Let's Go! （1993年7月）
4. THE ROVER・IT'S A WONDERFUL WORLD（1994年7月）
5. 個人授業 / Caocao （2009年4月8日）

### アルバム
| #                                                           | タイトル                                              | 発売日                      | 規格                        | 品番                         | 備考 | 最高位                      |
| JALA JALA RECORDS（1988年）                                 | JALA JALA RECORDS（1988年）                           | JALA JALA RECORDS（1988年） | JALA JALA RECORDS（1988年） | JALA JALA RECORDS（1988年）  | JALA JALA RECORDS（1988年） | JALA JALA RECORDS（1988年） |
| ----------------------------------------------------------- | ----------------------------------------------------- | --------------------------- | --------------------------- | ---------------------------- | --- | --------------------------- |
| -                                                           | ORIGINAL LOVE                                         | 1988年8月                   | LP                          | JL-001                       | インディーズ盤 |                             |
| EASTWORLD ⁄ TOSHIBA EMI（1991年 - 1994年）                  |                                                       |                             |                             |                              | |                             |
| 1                                                           | LOVE! LOVE! & LOVE!                                   | 1991年7月12日               | 2CD                         | TOCT-6196/7                  | 2枚組 初回盤のみ三方背プラケース入り |                             |
| 2                                                           | 結晶 SOUL LIBERATION                                  | 1992年5月1日                | CD                          | TOCT-6471                    | | 10位                        |
| -                                                           | SESSIONS                                              | 1992年8月26日               | CD                          | TOCT-6623                    | リミックス・アルバム 初回盤のみカラーリバーシブルジャケット仕様                                                                                      | 15位                        |
| 3                                                           | EYES                                                  | 1993年6月16日               | CD                          | TOCT-8037                    | | 004位                       |
| 4                                                           | SUNNY SIDE OF ORIGINAL LOVE                           | 1993年12月8日               | CD                          | TOCT-8260                    | 初回盤のみ三方背ボックス仕様によるスペシャル・パッケージ                                                                                             | 006位                       |
| 5                                                           | 風の歌を聴け                                          | 1994年6月27日               | CD                          | TOCT-8450                    | 初回盤のみスリーブ仕様 | 001位                       |
| source ⁄ PONY CANYON（1995年）                              |                                                       |                             |                             |                              | |                             |
| 6                                                           | RAINBOW RACE                                          | 1995年5月17日               | CD                          | PCCA-00741                   | 初回盤のみ三方背ボックス・ブラックケース仕様 | 003位                       |
| PONY CANYON（1996年 - 2005年）                              |                                                       |                             |                             |                              | |                             |
| 7                                                           | Desire                                                | 1996年7月19日               | CD                          | PCCA-00986                   | |                             |
| 8                                                           | ELEVEN GRAFFITI                                       | 1997年7月2日                | CD                          | PCCA-01114                   | |                             |
| 9                                                           | L                                                     | 1998年9月18日               | CD                          | PCCA-01227                   | 初回盤のみ特殊三面デジパック仕様 | 17位                        |
| -                                                           | 変身                                                  | 1999年3月17日               | CD                          | PCCA-01288                   | ベスト・アルバム |                             |
| -                                                           | 変身セット                                            | 1999年3月17日               | 2CD+VHS                     | PCCA-01289                   | 限定ボックス・セット |                             |
| -                                                           | XL                                                    | 1999年4月21日               | CD                          | PCCA-01324                   | ライブ&リミックス・アルバム |                             |
| 10                                                          | ビッグクランチ                                        | 2000年8月2日                | CD                          | PCCA-01458                   | 初回盤のみデジパック仕様 |                             |
| 11                                                          | ムーンストーン                                        | 2002年3月20日               | CD                          | PCCA-01658                   | |                             |
| 12                                                          | 踊る太陽                                              | 2003年6月18日               | CD                          | PCCA-01901                   | |                             |
| 13                                                          | 街男 街女                                             | 2004年10月27日              | CD                          | PCCA-80031                   | |                             |
| ROCKER ROOM ⁄ PONY CANYON（2006年）                         |                                                       |                             |                             |                              | |                             |
| 14                                                          | キングスロード                                        | 2006年1月18日               | CD                          | PCCA-02218                   | カバー・アルバム |                             |
| PONY CANYON（2006年 - 2010年）                              |                                                       |                             |                             |                              | |                             |
| 15                                                          | 東京 飛行                                             | 2006年12月6日               | CD                          | PCCA-02359                   | |                             |
| -                                                           | THE BEST SELECTIONS OF ORIGINAL LOVE                  | 2010年5月19日               | CD                          | PCCA-03164                   | ベスト・アルバム |                             |
| WONDERFUL WORLD RECORDS（2011年 - 2018年）                  |                                                       |                             |                             |                              | |                             |
| 16                                                          | 白熱                                                  | 2011年7月27日               | CD+DVD                      | XQKP-91001【初回生産限定盤】 | |                             |
| 16                                                          | 白熱                                                  | 2011年7月27日               | CD                          | XQKP-1001【通常盤】          | |                             |
| -                                                           | RED CURTAIN （Original Love early days）              | 2011年3月2日                | CD+DVD                      | WWCD-005                     | 初期音源集 |                             |
| -                                                           | Overblow Tour 2012 Live in Shibuya Club Quattro       | 2012年11月21日              | 2CD                         | XQKP-1004 (WWCD-007)         | ライブ・アルバム（2枚組） |                             |
| 17                                                          | エレクトリックセクシー                                | 2013年6月26日               | CD                          | XQKP-1006                    | |                             |
| 18                                                          | ラヴァーマン                                          | 2015年6月10日               | CD                          | XQKP-1007                    | |                             |
| WONDERFUL WORLD RECORDS / VICTOR ENTERTAINMENT（2018年 - ） |                                                       |                             |                             |                              | |                             |
| 19                                                          | bless You!                                            | 2019年2月13日               | CD                          | VICL-65123【通常盤】         | |                             |
| 19                                                          | bless You!                                            | 2019年2月13日               | フォトブック＋CD            | VIZL-1527【完全生産限定盤】  | 田島貴男が撮り続けてきた日々と、写真家松本直也が田島のある1日に迫った全88ページのフォトブック『A Day & Days』付。5,000セット限定                     |                             |
| -                                                           | Flowers bloom, Birds tweet, Wind blows & Moon shining | 2021年12月29日              | 3CD                         | VICL-65634【通常盤】         | 3枚組オールタイム・ベスト |                             |
| -                                                           | Flowers bloom, Birds tweet, Wind blows & Moon shining | 2021年12月29日              | 4CD＋BD＋ブックレット       | VIZL-1982【完全生産限定盤】  | 田島貴男最新インタビューと歴代の写真で構成される Original Loveの歩みを網羅するスペシャルクロニクルブックをセット                                     |                             |
| 20                                                          | MUSIC, DANCE & LOVE                                   | 2022年11月16日              | CD                          | VICL-65731【通常盤】         | |                             |
| 20                                                          | MUSIC, DANCE & LOVE                                   | 2022年11月16日              | CD+DVD                      | VIZL-2103【完全生産限定盤】  | 22年ぶりの日比谷野外大音楽堂ワンマンライブ「A Change Is Gonna Come ～ Original Love Live At 日比谷野音」の模様を収録したDVDをセット。5,000セット限定 |                             |

### コンピレーション・アルバム
1. The Very Best of ORIGINAL LOVE （1995年4月28日） - ベスト・アルバム
2. Wild Life –Cool Side of Original Love– （1995年6月28日） - レアテイク集
3. SUMMER LOVE （1995年7月26日） - コンピレーション
4. SINGLES BACK TO 1991-1995 （1996年12月11日） - シングル集
5. 2000 BEST オリジナル・ラヴ・ベスト （2000年6月20日） - ベスト・アルバム
6. early complete （2003年6月20日） - ベスト&レアテイク集
7. FREE SOUL ORIGINAL LOVE 90s（2014年11月5日） - コンピレーション・シリーズ“FREE SOUL”20周年のアニヴァーサリー・イヤーにリリースされた橋本徹(SUBURBIA)選曲監修による、1990年代作品で構成された2枚組コンピレーション。
8. Light Mellow ORIGINAL LOVE（2014年11月19日） - 音楽ライター金澤寿和が選曲監修する“Light Mellow”シリーズのアーティスト・コンピレーション第2弾のうちの一作。
9. FREE SOUL ORIGINAL LOVE 90s〜Special 7inch Box〜 （2016年2月3日） - CDに収録された楽曲の中から選りすぐりの16曲を収めたアナログ7inchの8枚組ボックス。1000セット限定発売。

### 映像作品
1. Unchained （1994年9月7日）
2. TV-Rex （1997年9月19日）
3. Original Love Tour 1996 Live at Akasaka Blitz （1998年4月）  –  ファンクラブ限定
4. Love, Sick, Devil （1998年10月7日）
5. FIREWALKING （1999年12月）  –  ファンクラブ & ウェブサイト限定
6. 太陽に吠えろ （2000年8月2日）
7. Love Jam （2016年10月26日）  –  4月15日に行われた、ORIGINAL LOVE初の主催イベント「Love Jam」のライブ映像を収録したDVD。

### オムニバス参加アルバム
1. ATTACK OF THE MUSHROOM PEOPLE （1987年4月15日）
  - インディーズ・レーベル“MINT SOUND”所属アーティストによるオムニバス・アルバム。『Talkin' Planet Sandwich』で参加（THE RED CURTAIN 名義）。
2. MINT SOUND'S CHRISTMAS ALBUM （1987年12月）
  - 『ATTACK OF...』の続編の、ミント・サウンド所属アーティストによるクリスマス・アルバム。「X'mas NO HI」で参加（The ORIGINAL LOVE 名義）。
3. les enfants II （1989年2月25日）
  - “21世紀の子供たちに捧げるスタンダード集”をコンセプトに制作されたインストゥルメンタル・アルバムのシリーズ第二集。M-1「YOU MAKE ME FEEL BRAND NEW」をカヴァー。
4. 戦争に反対する唯一の手段は。-ピチカート・ファイヴのうたとことば- （2002年3月27日）
  - ピチカート・ファイヴトリビュート・アルバム。M-1「美しい星」をカヴァー。
5. HAPPY END PARADE〜tribute to はっぴいえんど〜 （2002年5月22日）
  - はっぴいえんどトリビュート・アルバム。M-5「抱きしめたい」をカヴァー（Jim O'Rourke featuring ORIGINAL LOVE 名義）。
6. WE LOVE PIANO MAN: Tribute To BILLY JOEL（2014年5月21日）
  - ビリー・ジョエルトリビュートアルバム。M-4「マイ・ライフ My Life」をカヴァー。

### その他のアルバム
1. COLOR CHIPS ORIGINAL LOVE LEGEND 1991-1994 （1995年12月13日） - ボックス・セット

## タイアップ一覧
| 使用年 | 曲名                                | タイアップ                                                                                            |
| ------ | ----------------------------------- | --- |
| 1991年 | 月の裏で会いましょう                | フジテレビ系『バナナチップス・ラヴ』主題歌                                                            |
| 1992年 | ヴィーナス                          | ブティックJOY TVCFイメージソング                                                                      |
| 1992年 | スクランブル                        | テレビ東京系『TXNニュース THIS EVENING』テーマ曲                                                      |
| 1993年 | サンシャイン ロマンス               | CASIO「20 BAR」TVCFイメージソング                                                                     |
| 1993年 | ティアドロップ                      | テレビ東京系『モグラネグラ』テーマ曲                                                                  |
| 1993年 | Let's Go!                           | WIZ WONDERLAND「JACKET & BLOUSON '93 AUTUMN & WINTER FAIR」/「KNIT '93 AUTUMN & WINTER FAIR」CMソング |
| 1993年 | 接吻                                | 日本テレビ系土曜グランド劇場『大人のキス』主題歌                                                      |
| 1994年 | 朝日のあたる道                      | SHISEIDO「ヘアエッセンスシャンプー」TVCFイメージソング                                                |
| 1996年 | プライマル                          | 読売テレビ・日本テレビ系ドラマ『オンリー・ユー〜愛されて〜』主題歌                                    |
| 1996年 | Words of Love                       | ADDZESTカーナビゲーション CMソング                                                                    |
| 1997年 | GOOD MORNING GOOD MORNING           | TOYOTA「スプリンター」CMソング                                                                        |
| 1998年 | ディア・ベイビー                    | NHK総合テレビ『ポップジャム』オープニングテーマ                                                       |
| 1998年 | 宝島                                | トヨタ「新イプサム」CMイメージソング                                                                  |
| 1999年 | STARS                               | フジテレビ系木曜劇場『リング〜最終章〜』主題歌                                                        |
| 1999年 | 冒険王                              | MBS・TBS系『世界ウルルン滞在記』テーマソング                                                          |
| 2002年 | 恋の彗星                            | フジテレビ系『金曜エンタテイメント』オープニングテーマ                                                |
| 2003年 | Tender Love                         | テレビ朝日系『やじうまプラス』テーマソング                                                            |
| 2003年 | 美貌の罠                            | フジテレビ系『クイズ・ポーカーフェイス』エンディングテーマ                                            |
| 2006年 | 明日の神話                          | 日本テレビ系岡本太郎作・幻の巨大壁画『明日の神話』除幕特番エンディングテーマ                          |
| 2010年 | ボラーレ! (Nel Blu, Dipinto Di Blu) | キリンビール「麒麟淡麗〈生〉」CMソング                                                                |
| 2019年 | 四季と歌                            | NHK BSプレミアムプレミアムドラマ『歪んだ波紋』主題歌                                                  |
| 2021年 | 接吻                                | Groupe PSA Japan「プジョー508」CMソング                                                               |